# Brennholmane
Brennholmane est une île norvégienne du comté de Hordaland appartenant administrativement à Torangsvåg.

## Description
Il s'agit de quatre rochers désertiques qui s'étendent, en trois parties sur environ 152 m de longueur pour une largeur approximative de 71 m. 